# Enhanced Resolution Imager and Spectrograph
ERIS (Enhanced Resolution Imager and Spectrograph) è uno spettrografo astronomico installato nel corso del 2020 sul fuoco Cassegrain dell'unità 4 (UT4, Yepun) del VLT, presso l'osservatorio del Paranal gestito dall'ESO. Lo strumento  combina un visualizzatore ad infrarossi general purpose e uno spettrografo a campo integrale equipaggiato con ottica adattiva (AO). Il progetto è realizzato dall'ESO in collaborazione con l'Istituto Max Planck per la fisica extraterrestre, l'SFTC di Edimburgo, il Politecnico di Zurigo (EHT), l'osservatorio Astrofisico di Arcetri, l'osservatorio astronomico d'Abruzzo e l'osservatorio Astronomico di Padova. ERIS è l'evoluzione dello strumento NACO , lo spettrografo nel vicino infrarosso operativo dal 2001 sul fuoco Nasmyth dell'unità 1 (UT1, Antu) e decommissionato a ottobre 2019.

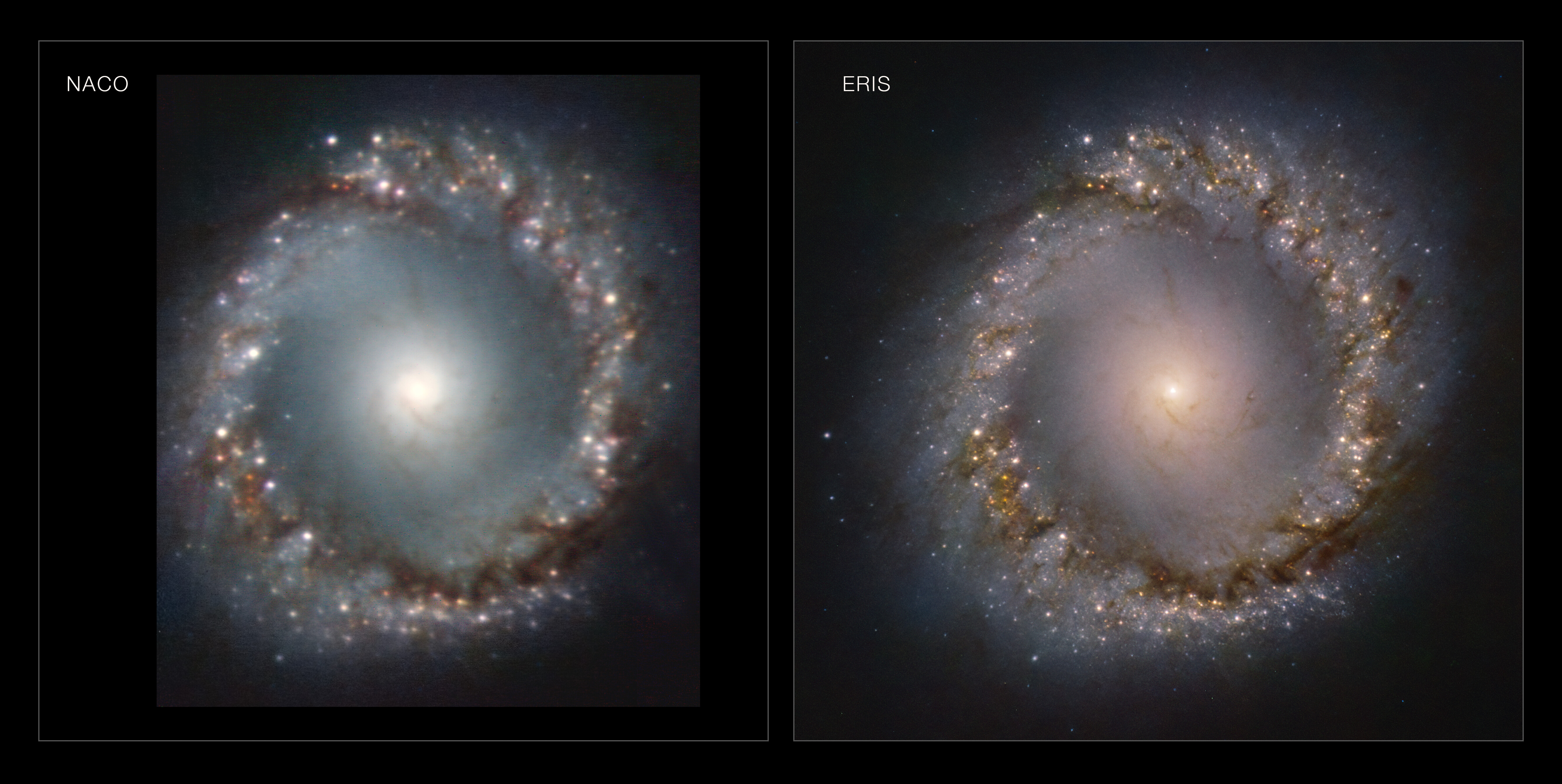
Dettaglio a confronto dell'anello interno della galassia NGC 1097, ripresa con lo strumento precedente NACO ed ERIS.

ERIS, a seguito di positive osservazioni di prova della stella λ Leporis (HR 1756), ha effettuato le  osservazioni di prima luce a novembre 2022 focalizzandosi sulla galassia NGC 1097, esaltandone in dettaglio l'anello interno.

## Obiettivi scientifici
Lo strumento sfrutta appieno il diffration-limited dello specchio da 8 metri e la spettroscopia nel vicino-medio infrarosso, spaziando dal sistema solare sino a galassie a medio-alto redshift (z=0.4 sino a 2). Più dettagliatamente le indagini scientifiche di ERIS comprenderanno:
- sistema solare: dimensionamento e misurazione di asteroidi e caratterizzazione dei satelliti naturali dei pianeti giganti
- sistemi stellari: studio dei dischi circumnucleari di stelle giovani, distribuzione spettrale di energia (SED) di esopianeti
- centri galattici: monitoraggio delle stelle orbitanti Sagittarius A*, studio del flusso di accrescimento e formazione stellare nel parsec influenzato dal buco nero; caratterizzazione delle regioni circumnucleari e influenza dei buchi neri centrali sulla formazione stellare nelle galassie locali
- galassie a medio red-shift: studio della loro cinematica, contenuto e struttura e interdipendenza con i relativi nuclei centrali.